# Parrot Island
Parrot Island ist eine Insel in einem Nebenzweig des Tamatea / Dusky Sound im Süden der Südinsel von Neuseeland.

## Geographie
Die Insel befindet sich rund 8 km nordöstlich des Eingangs zum Tamatea / Dusky Sound und rund 1,4 km südöstlich der langgezogenen Halbinsel Five Fingers Peninsula, die zur nordöstlich bis südöstlich von ihr liegenden Insel Resolution Island gehört. Parrot Island, rund 40,2 Hektar groß, erstreckt sich über eine Länge von rund 1,1 km in Südwest-Nordost-Richtung und verfügt über eine maximale Breite von rund 755 m in Nordwest-Südost-Richtung. Die höchste Erhebung der Insel befindet sich mit 109 m in der Inselmitte.
Östlich von Parrot Island schließ sich in östlicher Richtung nach rund 680 m Pigeon Island an und nach Süden in einer Entfernung von rund 3,4 km Anchor Island und in rund 2,8 km die Inselgruppe Petrel Islands.
Die Insel ist gänzlich bewaldet.